# SMS Meteor (corsaro)
La Meteor era una nave corsara tedesca della prima guerra mondiale che operò come posamine nel teatro europeo in missioni a medio raggio.

## Inizi e tecnica
Varata in un cantiere della Gran Bretagna, ma con un nome quasi premonitore, Vienna, essa era originariamente una nave civile che servendo nella compagnia britannica Currie Line venne sorpresa ad Amburgo dallo scoppio della guerra, nell'estate 1914. Requisita dai tedeschi, venne successivamente trovata idonea all'uso come nave corsara. 
All'inizio della guerra i tedeschi impiegarono incrociatori e transatlantici per la guerra di corsa, ma queste potenti navi vennero via via eliminate dalla Royal Navy. In particolare, va rimarcato che i transatlantici fallirono totalmente la loro missione. Malgrado la loro imponenza, velocità e spazio disponibile, essi avevano 2 sostanziali difetti: un motore potentissimo che però comportava un consumo eccessivo per le missioni di grande autonomia, e una sagoma troppo grande e caratteristica, che in un'epoca dove il radar non esisteva ancora contribuiva sostanzialmente al riconoscimento per tempo della nave corsara, in considerazione anche del fumo emesso dal motore a carbone, che poteva agevolmente essere visto addirittura oltre l'orizzonte.
Così si passò all'impiego di navi dall'aspetto insignificante, con un ridotto dislocamento, un equipaggio meno numeroso, e un armamento ben mimetizzato. Se poi si ricorreva alla guerra di mine, allora il rapporto costo-efficacia migliorava ancora e notevolmente. Nessuna nave corsara poteva sperare di affrontare le navi da guerra più potenti, ma le mine sono un'arma asimmetrica. Sia che siano terrestri che navali, possono consentire a un qualunque tipo di vettore, anche non specializzato, di minacciare anche i bersagli più grandi e potenti. Inoltre rendendo insicuro un certo tratto di mare (o di terra) costringono a tutta una serie di precauzioni, impiego di forze specializzate nella bonifica e una pratica impossibilità di stabilire se e quando il pericolo è terminato.
La Meteor, come venne ribattezzato la Vienna, era dotato di spazio per ben 350 mine. Oltre a questo, vi erano 5 tra cannoni e mitragliere, e 2 tubi di lancio siluri, tutti mimetizzabili dietro strutture speciali.

## Servizio
Della mezza dozzina di posamine tedeschi che vennero costruiti, il Meteor era l'esempio che sarebbe stato considerato come il più riuscito. Con la sua linea britannica, incluso il fumaiolo con bande nere e bianche, poteva facilmente passare per una nave della marina mercantile inglese.
L'entrata in servizio come nave corsara avvenne nel maggio 1915, in tempo per trovare le rotte nel mar Bianco libere dai ghiacci. Posò un banco di mine su di un lungo tratto della rotta per Arcangelo, su bassi fondali. Poi passò 3 settimane nascosto negli approcci del mar Baltico, dove affondò 6 bastimenti per 12760 t, inclusi 3 scandinavi neutrali, ma sospettati di portare merci di contrabbando alla Russia.

## L'ultima missione
Nell'agosto 1915 il Meteor si mise in mare per la sua ultima missione, estremamente audace, che consistette addirittura nel posare un intero campo minato nelle acque del Moray Firth, uno dei luoghi di passaggio in cui il grosso della Royal Navy, ovvero la Home Fleet, passata per entrare e uscire da Cromarty, uno dei luoghi di ancoraggio abituali delle grandi navi inglesi.
L'operazione riuscì, la nave, con il suo aspetto britannico, raggiunse la zona e depositò un campo di mine talmente grande che per lungo tempo la navigazione nella zona venne reso pericolosissimo. Le navi dell'epoca, anche le più grandi, erano infatti vulnerabilissime sotto la linea di galleggiamento.
Appena iniziato il viaggio di ritorno da questa audace missione, la Meteor, al largo di capo Kinnaird, venne avvicinato da una nave ausiliaria inglese, il Ramsey, un vapore armato da 1620 t adibito dalla marina al controllo delle navi sospette. 
La Meteor batteva bandiera russa, ma venne nondimeno considerato sospetto e il bastimento inglese gli intimò di fermarsi per sottoporsi al controllo. Ad un certo momento, la nave tedesca gettò la maschera, alzò la sua bandiera di guerra e sparò a bruciapelo alla sventurata unità inglese con tutti i cannoni e un siluro. Il Ramsey affondò in 4 minuti. 
A quel punto uscirono in mare la Prima e la Seconda Squadra Incrociatori Leggeri britannici con il compito di attaccare e distruggere la Meteor. Questa nave, con una velocità di 12,5 nodi, non poteva scappare per ottenere la protezione della propria flotta militare, perché gli inseguitori erano numerosi, almeno il doppio più veloci e ben decisi a cacciarlo senza dargli tregua. Ad un certo punto un dirigibile Zeppelin, uno dei tanti usati come ricognitori a vantaggio della flotta, avvertì la Meteor che i britannici si stavano avvicinando, e allora il comandante della Meteor decise una cosa molto rara nella marina tedesca. 
La missione di minamento, che evidentemente era considerata di difficile realizzazione, era stata portata a compimento, e la Meteor era una nave catturata, di scarso valore di per sé. Probabilmente si era messo in conto di perderla durante il viaggio di ritorno, anche se, senza l'episodio del Ramsey, la nave corsara avrebbe potuto salvarsi. Ora che la situazione era compromessa, il comandante decise di risparmiare un inutile combattimento finale. Ordinò il trasferimento dell'equipaggio su di un peschereccio neutrale, che trovarono nella zona, e autoaffondò la nave. 
La Meteor, posandosi sul fondo del mare, riuscì a sfuggire ancora una volta ai cannoni inglesi, e l'equipaggio si salvò al completo. La Royal Navy continuò invece per lungo tempo a lavorare onde rimediare alle mine del corsaro tedesco, che nella sua breve esistenza (3 mesi) dimostrò di valere certamente il suo limitato costo, pur senza successi materiali spettacolari.